# Frederico Paredes
Frederico da Cunha Paredes (Lisszabon, 1889. január 31. – ?, 1972. november 4.) olimpiai bronzérmes portugál párbajtőrvívó.